# Emídio Perondi
 Emídio Odósio Perondi  (Tupanciretã, 5 de setembro de 1938 — 5 de setembro de 2020), mais conhecido como Emídio Perondi, foi um político e dirigente esportivo brasileiro. Foi prefeito da cidade de Ijuí entre 1973 e 1976 e deputado federal pelo Rio Grande do Sul de 1979 a 1987.

## Biografia
Emídio Odósio Perondi nasceu em Tupanciretã (RS) no dia 5 de setembro de 1938, filho de João Perondi e de Antônia Zardin Perondi. Seu irmão, Darcísio Perondi, elegeu-se deputado federal pelo Rio Grande do Sul em 1994.
Agricultor, comerciante e industrial, Emídio Perondi iniciou suas atividades políticas como vereador no município de Ijuí (RS), eleito em novembro de 1962. Empossado em fevereiro de 1963, permaneceu na Câmara de Vereadores até janeiro de 1969. Em 1972, tornou-se membro da Sociedade Civil do Bem-Estar Familiar no Brasil (Benfam). No pleito de novembro do mesmo ano, elegeu-se prefeito de Ijuí na legenda da Aliança Renovadora Nacional (Arena), partido de sustentação do regime militar vigente no país desde abril de 1964, sendo empossado em fevereiro de 1973.
Em 1974, foi um dos fundadores do Jornal da Manhã em Ijuí. Concluiu o mandato em janeiro de 1976 e em novembro de 1978 foi eleito deputado federal pelo Rio Grande do Sul na legenda da Arena. Assumindo sua cadeira na Câmara dos Deputados em fevereiro de 1979, tornou-se membro da Comissão de Agricultura e Política Rural, na qual permaneceria até o o início de seu segundo mandato de deputado federal.
Após a extinção do bipartidarismo em 29 de novembro de 1979, filiou-se ao Partido Democrático Social (PDS), agremiação que sucedeu à Arena. Entre 1981 e 1982, realizou missões oficiais a Cuba, a convite do Parlamento cubano; aos Estados Unidos e México para estudos de programas de comunicação sobre problemas de população; e ao Peru para a programação da Conferência de Parlamentares do Hemisfério Ocidental sobre População e Desenvolvimento, realizada em Brasília.
Contrário ao restabelecimento das eleições diretas para presidente da República, opôs-se à emenda Dante de Oliveira, que, apresentada na Câmara em 25 de abril de 1984, não conseguiu atingir a votação necessária para ser encaminhada à apreciação do Senado. Com a não aprovação da proposta, a sucessão de Figueiredo ficou para ser decidida através da realização de um Colégio Eleitoral, solução que vinha sendo adotada desde a instauração do regime militar. Em agosto de 1984, a convenção nacional do PDS aprovou a candidatura do ex-governador de São Paulo e deputado federal Paulo Maluf, que derrotou, na ocasião, a pré-candidatura do ministro do Interior, o coronel Mário Andreazza. No mesmo período, a oposição reunida na Aliança Democrática — coligação do Partido do Movimento Democrático Brasileiro (PMDB) com a dissidência do PDS batizada de Frente Liberal — lançou o nome do ex-governador de Minas Gerais Tancredo Neves, tendo como vice o senador José Sarney.
Perondi votou em Maluf no Colégio Eleitoral que elegeu Tancredo à presidência da República. Gravemente enfermo, Tancredo, no entanto, não chegou a assumir a presidência, sendo internado no Hospital de Base de Brasília na véspera da posse, marcada para 15 de março de 1985. Com isso, Sarney tornou-se o novo presidente do país, sendo efetivado no cargo após a morte do ex-governador de Minas em 21 de abril.
Não tendo concorrido à reeleição no pleito de novembro de 1986, Perondi deixou a Câmara dos Deputados em janeiro de 1987, ao término de seu mandato.
Em abril de 1993, ingressou no Partido Progressista Reformador (PPR), resultado da fusão entre o PDS e o Partido Democrata Cristão (PDC), e, em agosto de 1995, com a união do PPR ao Partido Progressista (PP), filiou-se ao Partido Progressista Brasileiro (PPB), tornando-se membro de seu diretório nacional.
Fora da vida pública, passou a dedicar-se ao Jornal da Manhã e também à agropecuária, em sua propriedade em Buritis (MG).
Foi ainda vice-presidente e posteriormente presidente da Federação Gaúcha de Futebol, entre 1991 e 2004.
Casou-se com Helianita Perondi, com quem teve quatro filhos.

## Morte
Morreu em 5 de setembro de 2020, no dia em que completara 82 anos de idade. Ele morreu em casa, por volta das 22h, segundo o irmão, por razões cardioneurológicas. 